# Анри, Юбер
Юбер-Жозеф Анри (фр. Hubert-Joseph Henry) — французский офицер, известный в связи с делом Дрейфуса, в котором занимался фабрикацией фальшивых доказательств.

## Биография
Родился в 1846 году в Поньи, департамент Марна, в семье земледельца.

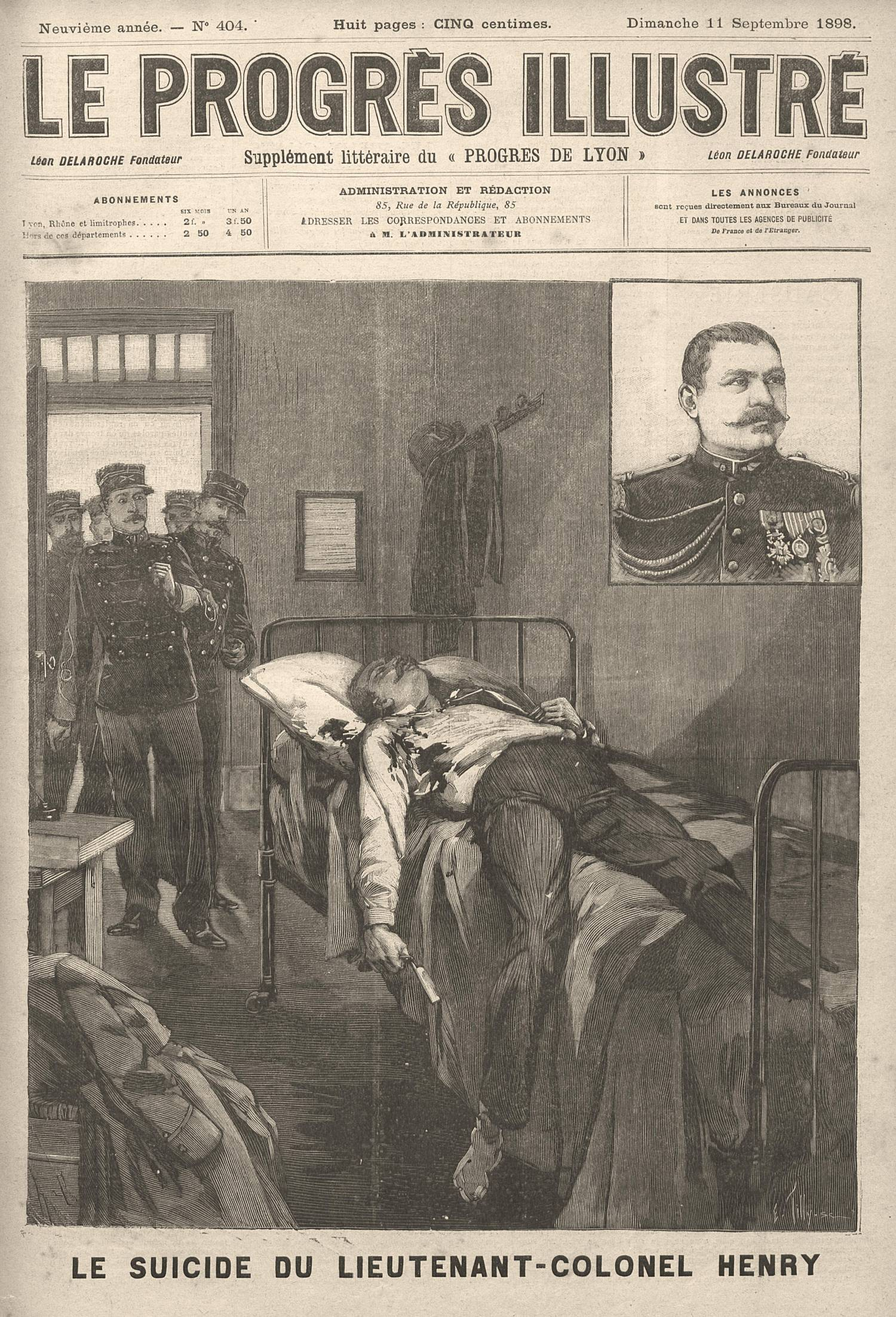
Самоубийство Юбера-Жозефа Анри

1865 год — поступил волонтёром в пехоту. Весьма успешно продвигался по служебной лестнице благодаря исполнительности и повиновению и показал себя с хорошей стороны в сражениях 1870 года.
1877 год — поступил в разведку, несмотря на то, что не имел необходимой для этой службы проницательности и не знал иностранных языков.
1879 год — вернулся в пехоту.
1893 год — после участия в нескольких колониальных кампаниях вновь пришёл в разведку.

### Дело Дрейфуса
Был уличён в подлоге против Альфреда Дрейфуса (судебный процесс, начавшийся в декабре 1894 года во Франции, и последовавший за ним социальный конфликт (1896—1906) стали известны как Дело Дрейфуса). Безвестному тогда майору Юбер-Жозефу Анри было поручено найти доказательства виновности офицера Альфреда Дрейфуса. Анри, не найдя таких доказательств, сфабриковал фальшивую переписку Дрейфуса с немецким посольством, за что впоследствии получил прозвище Фальшивый Анри.
В августе Анри был допрошен лично новым военным министром Жаком Кавеньяком, после чего его отправили в тюрьму Мон-Валерьен, где 31 августа 1898 года он покончил жизнь самоубийством, вскрыв себе вены бритвой (по версии Мари-Жорж Пикара, его убили во избежание огласки).